# Mycobacterium marinum
Mycobacterium marinum (vecchia denominazione Mycobacterium balnei) è un batterio che si annida nelle piscine e negli acquari tropicali e può causare infezioni di tipo opportunistico nell'uomo.

## Storia
Il batterio venne isolato per la prima volta nei pesci nel 1926: solo un quarto di secolo più tardi si capì che esso era presente anche come causa scatenante di numerose infezioni, in particolare nei nuotatori ed in chi frequentava regolarmente delle piscine.

Nel 1962 il batterio venne individuato in associazione al lavoro di manutenzione di vasche in cui era presente del pesce, a dimostrare la sua infettività pesce-uomo: in particolare, il batterio può essere trasmesso dal pesce all'uomo sia direttamente, attraverso ferite procurate con pinne, aculei o morsi, sia (e questo avviene per la maggior parte delle volte) maneggiando oggetti infetti o pulendo la vasca.

## Segni e sintomi
Generalmente l'infezione si manifesta sotto forma di lesioni singole o multiple in forma di noduli sulla pelle, che si formano solitamente su gomiti, ginocchia e piedi negli infettati "da piscina", e sulle mani e gli avambracci negli infettati "da acquario": tali parti sono le più fredde del corpo, il batterio infatti non riesce a replicarsi a temperature superiori ai 37 °C. Le lesioni appaiono dopo un'incubazione che va dalle due settimane al mese, e a quindici giorni dalla loro comparsa possono raggiungere i 4 cm di diametro. Nonostante spesso tali lesioni siano indolori e mantengano costanti le proprie dimensioni, non di rado possono provocare dolori anche forti ed in caso di soggetti immunocompromessi espandersi anche grandemente.
Un altro problema è il fatto che le forme iniziali dell'infezione vengono spesso scambiate con altre patologie, come cellulite, artrite reumatoide, tubercolosi, reazioni allergiche od addirittura tumore alla pelle.

## Cure
Le cure consistono principalmente in terapie antibiotiche, la cui durata è direttamente proporzionale all'estensione dell'infezione: il batterio è tuttavia generalmente noto per la lunghezza delle cure a cui gli infettati devono sottoporsi, e che possono protrarsi anche per sei mesi.